# Puente de Southwark
El puente de Southwark es un puente que cruza el Támesis y conecta Southwark con la City de Londres, en Londres, capital del Reino Unido.
Diseñado por Ernest George y Basil Mott en la misma ubicación de un puente construido en 1819, el actual se inauguró en 1921. Es, desde 1986, un monumento protegido de Grado II.
Río arriba está precedido por el puente del Milenio y río abajo sucedido por el puente de la estación de Cannon Street. Su extremo norte de hecho se ubica en las inmediaciones de la estación, mientras que el sur conecta con el Tate Modern, el museo de la prisión The Clink, el Shakespeare's Globe y la sede del periódico Financial Times.